# Exilul babilonian

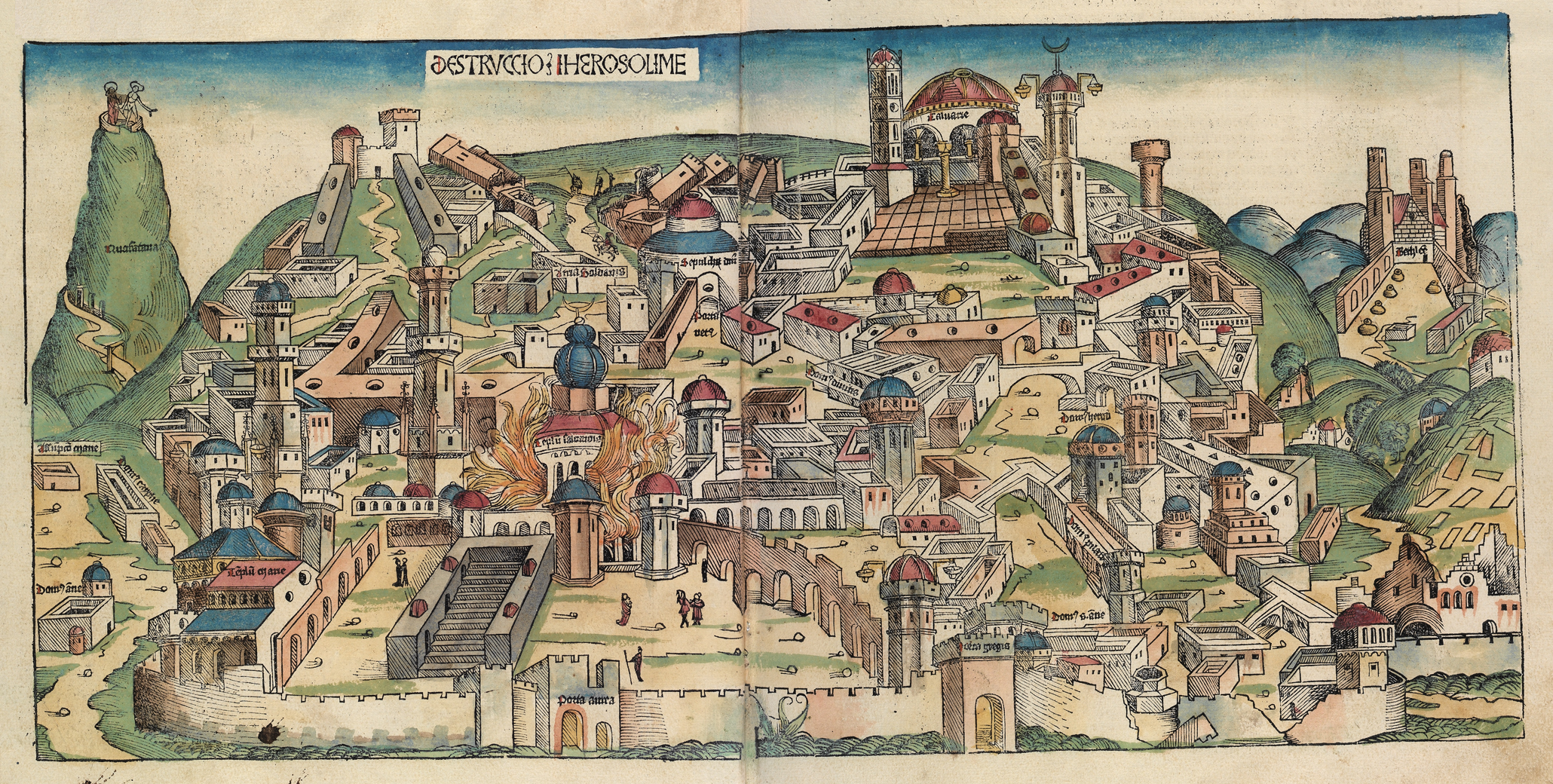
Distrugerea Ierusalimului de către babilonieni, imagine din Cronica din Nürnberg

Exilul babilonian a fost perioada din istoria evreilor în care evreii din vechiul regat al lui Iuda au fost robi în Babilon. În conformitate cu Biblia ebraică, au existat trei deportări de evrei în Babilon. Prima, în 605 î.Hr., care îl implică pe regele Iehonia, curtea sa și mulți alții, o a doua în anul 597 î.Hr. a următorului rege, Ioiachin și restul poporului, și o a treia, dupa doi ani de asediu al împaratului Nebucadnetar, in anul 586 î.Hr, care de altfel a fost anul deciziv pentru Regatul de Sud (Iuda si Beniamin). Exilul forțat s-a încheiat în anul 538 î.Hr., după căderea Babilonului în fața regelui persan Cirus cel Mare, care a dat permisiunea evreilor să se întoarcă în provincia Yehud și să-și reconstruiască Templul, dar cei mai mulți evrei au ales să rămână în Babilon.  
Captivitatea, întoarcerea ulterioară în Țara lui Israel și reconstruirea celui de-al Doilea Templu din Ierusalim sunt considerate evenimente importante în istoria și cultura evreilor, evenimente care au avut un impact de anvergură privind dezvoltarea iudaismului.
Acțiunea operei Nabucco de Giuseppe Verdi se petrece în timpul exilului babilonian.
Termenul de captivitatea babiloniană este uneori utilizat atunci când se referă la Captivitatea papilor la Avignon, o perioadă a istoriei medievale catolice, din cauza paralelismului dintre cele două.